# Daniel Svoboda
Daniel Svoboda (* 5. května 1971 České Budějovice) je český herec.
V roce 1996 přijal angažmá v Horáckém divadle v Jihlavě, kde za svého osmiletého působení vytvořil více než padesát divadelních rolí. Od roku 2003 působí v Praze bez trvalého angažmá a v posledních letech působí nejvíce na scéně Divadla Kolowrat. 
Kromě divadla jej diváci mohou spatřit ve filmových i televizních projektech, jako například: Svět pod hlavou, Kukačky, Polda, Allmen, Anatomie života, Cyril a Metoděj, Ať žijí rytíři!, Xia dao lian meng, Ghost Recon Alpha a další..
Od roku 2008 se aktivně věnuje scénickému šermu a začal spolupracovat s profesionální skupinami Merlet a Maledictus. Pod jeho režijním vedením, vznikly například šermířsko - divadelní projekty Midnight hunter, nebo Time Machine, které se úspěšně inscenují na mezinárodních festivalech.

## Film, televize
- Zákony vlka - Saniťák, režie: Marek Najbrt (2025)
- Hec - Policista, režie Michal Samir (2025)
- Bratři a sestry - Dozorce, režie: Radek Bajgar (2025)
- Polabí - tady jsme doma - Janák, režie: Biser A. Arichtev (2025)
- Pád domu Kollerů - Servisák, režie: Jan Hřebejk (2025)
- Kouzlo derby - Pořadatel, režie: Petr Kolečko - Vladimír Skórka (2025)
- Vraždy v kraji - Vostárek, režie: Lenka Wimmerová (2025)
- Moře na dvoře - Záchranář, režie: Martin Horský (2025)
- Ordinace v růžové zahradě 2 - JUDr. Stivín, režie: Jaroslav Fuit (2025)
- Einstein II - Borák, režie: Vojtěch Moravec (2023)
- Matematika zločinu - Bachař Mirek, režie: Peter Bebjak (2023)
- Odznak Vysočina - Policista, režie: Marek Najbrt (2023)
- Dobré zprávy - Starosta, režie: Jaromír Polišenský (2023)
- Místo zločinu České Budějovice - Výčepní, režie: Jiří Chlumský (2023)
- Jitřní záře - režie: Dan Wlodarczyk (2022)
- Případy mimořádné Marty - Technik, režie: Tomáš Pavlíček (2022)
- Kukačky - Pádivý, režie: Biser A. Arichtev (2021)
- Anatomie života - Kamil Šebek, režie: Peter Magát (2021)
- Polda - Petr Weber, režie: Jaroslav Fuit (2021)
- Kill your darlings - Time traveler, režie: Dimitri Kanjuka (2021)
- 1. mise - Velitel letky, režie: Vojtěch Moravec (2021)
- Allmen - Policeofficer, režie: Thomas Berger (2019)
- Specialisté - Kačínek, režie: Daniel Rihák (2019)
- Modrý kód - Jindřich Lámal, režie: Jaromír Polišenský (2019)
- Haunted - Lindsey's Father, režie: Jan Pavlacký (2018)
- Xia dao lian meng - Guard, režie: Stephen Fung (2017)
- Raid - World War II - General Krieger, režie: Ilija Petrusic (2017)
- Labyrint - Otec Patrika, režie: Jiří Strach (2017)
- Život a doba soudce A.K. 2 - Schulz, režie: Radim Špaček (2017)
- Svět pod hlavou - Vintíř, režie: Marek Najbrt, Radim Špaček (2017)
- Policie Modrava 2 - Venca Zavadil, režie: Jaroslav Soukup (2017)
- Specialisté - Majitel autobazaru, režie: Peter Bebjak, Peter Magát (2017)
- Mordparta - Janek, režie: Peter Bebjak, Róbert Šveda (2016)
- Last Visa - Jose, režie: Niu Niu, Hua Quing (2015)
- Die Welt der Ritter - Rytíř, režie: Carsten Gutschmidt (2014)
- Cyril a Metoděj - Trysčuk, režie: Petr Nikolaev (2013)
- Sanitka II - Lékař, režie: Filip Renč (2013)
- Nevinné lži - Otec Marka, režie: Tereza Vrábelová (2013)
- Zerkala, režie: Marina Migunova (2013)
- Ghost Recon: Alpha - Chevchenko Lieutenant, režie: François Alaux, Herve de Crecy (2012)
- Stín smrtihlava - Vyšetřovatel, režie: George Agathonikiadis (2012)
- Die Deutschen - Court Chaplain, režie: Carsten Gutschmidt (2011)
- Kajínek - Velitel URNA, režie: Petr Jákl (2010)
- Mise X – The Hunt for the First Metre - Pierre Mechain, režie: Oliver Frohnauer (2010)
- Ať žijí rytíři - Zbrojnoš, režie: Karel Janák (2009)
- Expozitura - Vyšetřovatel, režie: Petr Kotek (2009)
- První krok - Policajt, režie: Vladimír Forst (2009)
- Přešlapy - Vyšetřovatel, režie: Katarína Šulajová (2009)
- Mise X - Tauchfahrten: Der Fluch der Tiefe - Julius Kroehl, režie: Marc Brasse (2009)
- Kouzla králů - Dráb, režie: Zdeněk Zelenka (2008)
- Mise X – Verat in Trieste - Josef Ressel, režie: Oliver Frohnauer (2008)
- Kriminálka Anděl - Hrouda, režie: Robo Šveda (2008)
- Soukromé pasti (Něžný vetřelec) - Václav, režie: Lenka Wimmerová (2008)
- La Dame D' Izieu - Soldat allemand, režie: Alain Wermus (2007)
- Maharal – Tajemství talismanu - Vyšetřovatel, režie: Pavel Jandourek (2007)
- Příkopy - režie: Jaroslav Hanuš (2007)
- Die ProSieben Märchenstunde - Schneider, režie: Franziska Meyer Price (2006)
- Oběti: Hadí tanec - Vyšetřovatel, režie: Petr Slavík (2005)
- Ordinace v růžové zahradě - Velimský, režie: Ján Sebechlebský (2005)
- Ulice - MUDr. Valenta, režie: Magdalena Pivoňková (2005)
- Napola: Hitlerova elita - Gestapo Mann, režie: Dennis Gansel (2005)
- Clochemerle - War veteran, režie: Daniel Losset (2004)
- Křesadlo - režie: Jaroslav Hanuš (2004)
- Redakce - režie: Tomáš Krejčí (2004)
- Četnické humoresky - Agent Mašek, režie: Antonín Moskalyk (2000)

## Divadlo
- Oscar Wilde, Jak je důležité míti Filipa, John Worthing
- Eugène Labiche–Alfred Delacour, Miláček Célimare, Vernouillet
- J.L.Dabadie-J.Savary, D'Artagnan, Athos
- George Bernard Shaw, Caesar a Kleopatra, Ptolemaios
- William Shakespeare, Romeo a Julie, Benvolio
- Lillian Hellmanová, Podzimní zahrada, Frederick Ellis
- B.Lane-E.Y.Harburg-F.Saidy, Divotvorný hrnec, Sam
- M.Večerka-P.Štěpán, Legenda o krysaři, Kristián
- Thorton Wilder, Naše městečko, Joe Crowell
- William Shakespeare, Zkrocení zlé ženy, Tranio
- V.Volf-M.Stránský, Héráklés, Ífitos
- Ray Cooney, Jedna plus jedna rovná se tři, Troughton
- Jan Vladislav, Pohádka z kufru, Klaun
- Carlo Goldoni, Sluha dvou pánů, Silvio
- F.M.Dostojevskij, Idiot
- Georges Neveux, Londýnská zlodějka, John
- Vítězslav Nezval, Manon Lescaut, Synelet
- P.Garinei-S.Giovannini, Alelujá-dobří lidé, Herold
- Grigorij Gorin, Mor na ty vaše rody
- V.Volf-J.Konečný, Tři zlaté vlasy děda Vševěda, Plaváček
- Carlo Goldoni, Poprask na laguně, Čahoun
- William Shakespeare, Coriolanus
- Georges Feydeau, Brouk v hlavě, Štěpán
- Bratři Čapkové-Iva Peřinová, Ze života hmyzu, Lumek
- Jan Kopecký, Komedie o hvězdě, Hyrkan
- Sofokles, Oidipus
- M.Procházková, Drahomíra a její synové, Podiven
- Friedrich Dürrenmatt, Návštěva staré dámy, Policajt
- David Turner, Fantastická rodina, Nigel
- Ludvík Kundera, Labyrint světa a Lusthaus srdce, Skřet
- Zdeněk Kozák, O bojácném Floriánkovi, Floriánek
- John Steinbeck, Zima úzkosti, Walder
- Jaroslav Vrchlický, Noc na Karlštejně, Oldřich
- Jan Karafiát-Michael Junášek, Broučci, Brouček
- Nikolaj Vasiljevič Gogol, Revisor, Dobčinskij
- Zdeněk Jecelín, Tristan a Isolda, Rybář
- J.Masteroff-F.Ebb-J.Kander, Kabaret
- Eurípídes, Ifigenia v Aulidě
- Daniel Svoboda, Vodníkův sen, Belzebub
- William Shakespeare, Sen noci svatojánské, Hladolet
- Joanna Gerigk, Daniel Svoboda, O Bodříkovi, Matěj
- Marc Camoletti, Na správné adrese, Jean
- Neil Simon, Pozvání na večírek, Claude Pichon

## Režie
- Rest, Marek Hejduk (2014)
- Time Machine, D. Svoboda – O. Voda (2013)
- Carmen, Ondřej Voda (2012)
- Midnight hunter, O. Voda – D. Svoboda (2011)